# 仙桃街道
仙桃街道是中华人民共和国重庆市渝北区下辖的一个乡镇级行政单位。

## 历史
2015年8月，将原双龙湖街道分设为双龙湖街道和仙桃街道，仙桃街道辖金玉路社区、黄山村、仙桃村及空港新城管理区域。

## 行政区划
仙桃街道目前下辖以下地区：
百果路社区、桂馥路社区、沐仙湖社区、舟济路社区、同盛路社区、祥和路社区、睦邻路社区、兰馨路社区、仙桃村和黄山村。